# Monachoda burmeisteri
Monachoda burmeisteri es una especie de insecto blatodeo de la familia Blaberidae, subfamilia Blaberinae.

## Distribución geográfica
Se pueden encontrar en Brasil.

## Sinónimo
- Monachoda grossa Burmeister, 1838.

Pese a la homonimia, no corresponde con la Monachoda grossa identificada por Thunberg.